# دنیس فینی
دنیس فینی (انگلیسی: Denis Feeney؛ زادهٔ ۱۹۵۵ (۶۹–۷۰ سال)) عضو آکادمی بریتانیا دانشمند در زمینه لاتین اهل نیوزیلند است.
وی همچنین برندهٔ جوایزی همچون کمک‌هزینه گوگنهایم شده‌است.